# Зелёная карта (страхование)
Зелёная карта (англ. Green Card) — международный договор (полис) страхования автогражданской ответственности, а также соглашение о взаимном признании странами-членами Соглашения страхового полиса по страхованию ответственности владельцев средств автотранспорта. Полис «Зеленая карта» необходим для поездок на автомоторном транспорте за рубеж и не является заменой полиса страхования гражданской ответственности автовладельцев при поездках в стране регистрации автомобиля.

## История
В 1949 году на международной конференции автостраховщиков в Лондоне были приняты рекомендации Экономического и социального совета ООН и официально основан Совет Бюро с штаб-квартирой в Лондоне. В 1951 году состоялось первое официальное Собрание Совета Бюро, на котором была одобрена модель Соглашения между национальными бюро стран-участниц системы и приняты единые стандарты для «Зелёных карт». Соглашение о «Зелёной карте» вступило в силу с 1 января 1953 года. Согласно ему, страховой полис по автогражданской ответственности, выданный в любой стране — члене соглашения, действителен на территории другой страны, являющейся членом этого соглашения.
На данный момент в систему «Зелёная карта» входят 48 стран из Европы, Азии и Африки — все страны Европы (включая Россию с 1 января 2009 года; Турцию, Азербайджан), а также Иран, Израиль, Марокко и Тунис.
В 2006 году штаб-квартира Совета Бюро была перебазирована в Брюссель.

## Вид полисов «Зеленая карта»

Бланк «Зеленой карты» болгарской компании.
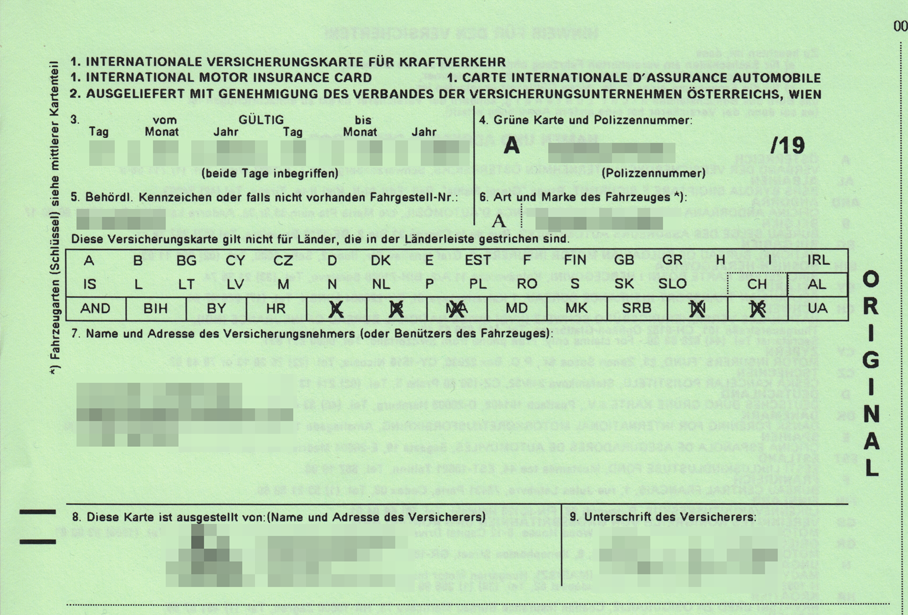
Германский бланк «Зеленая карта».

## Страны действия
С 2016 года в систему входит 48 стран . Применение «Зелёной карты» в Азербайджане началось 1 января 2016 года . Планируют своё вступление в систему ещё несколько стран бывшего СССР (например - Казахстан). 
| Код | Страна               | Лимит на каждого пострадавшего | Лимит на всех пострадавших | Лимит на каждое ТС            | Лимит на все ТС               |
| --- | -------------------- | ------------------------------ | -------------------------- | ----------------------------- | ----------------------------- |
| A   | Австрия              |                                | € 5 800 000                |                               | € 1 200 000                   |
| AL  | Албания              | € 144 781                      | € 361 952                  |                               | € 72 390                      |
| AND | Андорра              |                                | € 50 000 000               |                               | € 50 000 000                  |
| AZ  | Азербайджан          | € 4 479                        | € 44 787                   | € 4 479                       | € 4 479                       |
| B   | Бельгия              |                                | Без лимита                 |                               | € 111 802 803                 |
| BG  | Болгария             | € 1 022 584                    | € 5 112 919                |                               | € 1 022 584                   |
| BIH | Босния и Герцеговина |                                | € 511 292                  |                               | € 178 952                     |
| BY  | Белоруссия           | € 10 000                       |                            | € 10 000                      |                               |
| CH  | Швейцария            |                                | € 4 600 662                |                               | € 4 600 662                   |
| CY  | Кипр                 |                                | € 33 540 000               |                               | € 1 120 000                   |
| CZ  | Чехия                | € 1 294 762                    |                            |                               | € 1 294 762                   |
| D   | Германия             |                                | € 7 500 000                |                               | € 1 120 000                   |
| DK  | Дания                |                                | € 15 281 092               |                               | € 3 083 027                   |
| E   | Испания              |                                | € 70 000 000               |                               | € 15 000 000                  |
| EST | Эстония              | € 5 600 000                    |                            | € 1 200 000                   |                               |
| F   | Франция              |                                | Без лимита                 |                               | € 1 120 000                   |
| FIN | Финляндия            |                                | Без лимита                 |                               | € 3 300 000                   |
| FL  | Лихтенштейн          |                                | € 5 600 000                |                               | € 1 120 000                   |
| GB  | Великобритания       |                                | Без лимита                 |                               | € 1 422 880                   |
| GR  | Греция               |                                | € 1 000 000                |                               | € 1 000 000                   |
| H   | Венгрия              |                                | € 5 123 771                |                               | € 1 601 178                   |
| HR  | Хорватия             |                                | € 5 603 251                |                               | € 1 120 650                   |
| I   | Италия               |                                | € 5 000 000                |                               | € 1 000 000                   |
| IL  | Израиль              | Без лимита                     | Без лимита                 | Нет обязательного страхования | Нет обязательного страхования |
| IR  | Иран                 | € 68 991                       | Без лимита                 |                               | € 1 725                       |
| IRL | Ирландия             |                                | Без лимита                 |                               | € 1 120 000                   |
| IS  | Исландия             |                                | € 6 648 276                |                               | € 962 069                     |
| L   | Люксембург           |                                | Без лимита                 |                               | Без лимита                    |
| LT  | Литва                |                                | € 5 000 000                |                               | € 1 000 000                   |
| LV  | Латвия               |                                | € 5 000 000                |                               | € 1 000 000                   |
| M   | Мальта               |                                | € 2 500 000                |                               | € 500 000                     |
| MA  | Марокко              |                                | € 939 673                  |                               | € 939 673                     |
| MD  | Молдавия             | € 46 881                       | € 234 405                  |                               | € 46 881                      |
| MK  | Македония            |                                | € 675 000                  |                               | € 337 500                     |
| MNE | Черногория           | € 250 000                      |                            |                               | € 100 000                     |
| N   | Норвегия             |                                | Без лимита                 |                               | € 1 235 000                   |
| NL  | Нидерланды           |                                | € 5 600 000                |                               | € 1 120 000                   |
| P   | Португалия           |                                | € 5 000 000                |                               | € 1 000 000                   |
| PL  | Польша               |                                | € 5 000 000                |                               | € 1 000 000                   |
| RO  | Румыния              |                                | € 5 000 000                |                               | € 1 000 000                   |
| RUS | Россия               | € 7 148                        |                            | € 5 718                       |                               |
| S   | Швеция               |                                | € 32 342 921               |                               | € 32 342 921                  |
| SK  | Словакия             |                                | € 5 000 000                |                               | € 1 000 000                   |
| SLO | Словения             |                                | € 5 000 000                |                               | € 1 000 000                   |
| SRB | Сербия               | € 1 000 000                    | € 200 000                  |                               |                               |
| TN  | Тунис                |                                | Без лимита                 |                               | Без лимита                    |
| TR  | Турция               | € 93 942                       | € 93 942                   | € 9 394                       | € 18 788                      |
| UA  | Украина              | € 18 788                       | Без лимита                 | € 1 987                       | € 9 935                       |

В некоторых странах ущерб не лимитирован. Это означает, например, что если суд признает необходимость пожизненного содержания семьи пострадавшего, то страховой компании придется его оплачивать.
В некоторых странах Африки и Азии действуют свои международные системы страхования, аналогичные «Зелёной карте», а именно:
- Розовая карта — в 6 странах Центральной Африки
- Коричневая карта[исп.] — в 14 странах Африки
- Оранжевая карта[исп.] — в 19 арабских странах Африки и Азии, в некоторых из которых действует и европейская «Зелёная карта».

## В России
Функции российского бюро «Зелёная карта» возложены на Российский Союз Автостраховщиков. Полномочия и структура бюро «Зелёная карта» определены Положением об организации деятельности в рамках международной системы страхования «Зеленая карта» и Положением о бюро «Зеленая карта».
В январе 2009 года только 12 российских автостраховщиков вступили в «Зелёную карту». От участия в системе «Зелёная карта» отказались такие компании как «Ингосстрах», «МАКС» и «СОГАЗ». Причины — большие или неограниченные лимиты ответственности в некоторых странах и, как следствие, возможные огромные убытки.
По состоянию на 19 января 2010 года членами бюро остались 11 компаний в связи с поглощением страховой компании «Русский мир» компанией «Росгосстрах». В марте 2011 года у одного из крупнейших страховщиков в этом сегменте «Айни» была отозвана лицензия на страхование (6 марта 2012 года приказом ФСФР, выпущенном на основании судебного решения, затем лицензия компании «Айни» была восстановлена, но в дальнейшем снова отозвана в связи с неустранением нарушений в установленный срок.
В феврале 2011 года в связи с объединением страховой группы МСК и компании «Спасские ворота» первая подала заявление на вступление в бюро «Зелёная карта», а вторая — на исключение.
В 2014 году в российское бюро «Зелёной карты» вступила компания «Страховая группа „Компаньон“» (получила код 016), которая начала продавать полисы с 1 января 2015 года, однако в связи с нарушением финансовых условий её лицензия была отозвана менее, чем через полгода.
В декабре 2014 года страховая компания «Альянс» перестала продавать полисы ОСАГО и «Зелёной карты» в связи с ограничением её лицензии на этот вид страхования со стороны ЦБ РФ.
АО «ЖАСО» в связи с интеграцией в АО «СОГАЗ» отказалась от лицензии на ОСАГО и «Зелёную карту», и в октябре 2016 начало процесс передачи портфеля по «Зелёной карте» в «ВСК», в связи с отсутствием лицензии на этот вид страхования у «СОГАЗ».
В таблице приведены данные о страховых премиях за 2018 год всех страховых компаний, работавших в системе «Зелёная карта».
| Место | Код | Компания            | Сборы, млн.руб. | Доля рынка |
| ----- | --- | ------------------- | --------------- | ---------- |
| 1     | 002 | ВСК                 | 1 185           | 28,1%      |
| 2     | 001 | АльфаСтрахование    | 1 090           | 25,9%      |
| 3     | 013 | Согласие            | 776             | 18,4%      |
| 4     | 009 | РЕСО-Гарантия       | 469             | 11,1%      |
| 5     | 010 | Росгосстрах         | 273             | 6,5%       |
| 6     | 004 | Двадцать первый век | 228             | 5,4%       |
| 7     | 015 | ЭРГО                | 176             | 4,2%       |
| 8     | 017 | Спасские ворота     | 17              | 0,4%       |

Ряд страховых компаний,не входящих в российское бюро «Зелёной карты» (например - «Ингосстрах»), продают страховые полисы этого вида страхования, выпущенные другими компаниями в качестве агентов.
1 июля 2015 РСА становится полноправным членом «Зелёной карты» - на 2 млн. евро снижается размер требуемой банковской гарантии и РСА получает право голоса и возможность работы в руководящих структурах бюро.
С 30 июня 2023 года членство Российского союза страховщиков (как и Белорусского бюро по транспортному страхованию) приостановлено на неопределенный срок. Уже выданные полисы после этой даты будут действовать только на территориях Азербайджана, Белоруссии и Турции. Для въезда в остальные страны соглашения нужно приобретать национальные полисы.

### Тарифы
Тарифы едины для всех компаний, устанавливаются Российским союзом автостраховщиков и согласовываются Министерством Финансов РФ и Центральным Банком Российской Федерации, являющимся мегарегулятором рынка страхования. До 1 января 2015 года тарифы на страхование корректировались 1 раз в квартал 15 января, 15 апреля, 15 июля и 15 октября каждого года, в зависимости от предполагаемого курса рубля к евро. В январе 2015 бюро «Зелёная карта», в связи с нестабильным курсом рубля, пересмотрело порядок установления тарифа и начиная с 15 февраля 2015 года тариф меняется 15-го числа каждого месяца в зависимости от текущего курса евро и прогнозируемого курса на следующий месяц.